# Нижньобараниківська сільська рада
| Нижньобараниківська сільська рада — колишній орган місцевого самоврядування у Біловодському районі Луганської області з адміністративним центром у с. Нижньобараниківка. Історична дата утворення: в 1990 році. Водоймища на території, підпорядкованій даній раді: річка Комишна. Сільській раді підпорядковані населені пункти: - с. Нижньобараниківка |

## Склад ради
Рада складається з 12 депутатів та голови.

### Керівний склад ради
| ПІБ                            | Основні відомості                                                                     | Дата обрання | Дата звільнення |
| ------------------------------ | ------------------------------------------------------------------------------------- | ------------ | --------------- |
| Горбуліч Володимир Миколайович | Сільський голова, 1969 року народження, освіта, член Партії регіонів                  | 26.03.2006   | 31.10.2010      |
| Горбуліч Володимир Миколайович | Сільський голова, 1969 року народження, освіта середня загальна, член Партії регіонів | 31.10.2010   |                 |

Примітка: таблиця складена за даними джерела